# Християнський натуризм
Християнський натуризм — практика натуризму або нудизму християнами.
Натуризм — це спосіб життя несексуальної соціальної оголеності; це слово також відноситься до культурного руху, який підтримує та захищає такий спосіб життя. Непевно, що християнський натуризм існує в будь-яких офіційних організаціях, однак існують неофіційні (переважно онлайн) мережі християн, які практикують натуризм.
Багато з перших героїв натуризму були християнами. Наприклад, такі автори, як Ілслі Бун, Генрі С. Гантінгтон і Елтон Реймонд Шов, були авторами книг про натуризм і християнство. Декан собору Святого Павла, преподобний Вільям Інге, відомий як Дін Інге, запропонував підтримку натуристам у своїй підтримці публікації книги Моріса Пармелі «Нова гімнософія: оголеність і сучасне життя».

## Історія

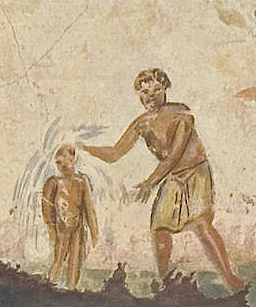
Хрещення ІІІ століття, катакомби Св. Калікста

### Античність
Спочатку юдейські мікви, а пізніше ранньохристиянські хрещення виконувалися з оголеними особами. Це включало масові хрещення за участю чоловіків, жінок і дітей. Вони означали відновлення учасника до первісного безгрішного стану людини, коли їхні гріхи були стерті. Інші стверджують, що спочатку хрестили дітей, потім чоловіків, потім жінок, усіх окремо.
Громадські лазні були загальноприйнятою практикою за часів Ісуса і все ще відбуваються сьогодні в кількох культурах, включаючи турецьку лазню або hammam, фінську сауну, японський онсен або sentō та корейський jjimjilbang. За винятком сімейної фінської сауни, більшість громадських лазень сьогодні розділені за статтю. У лазні брали участь цілими родинами — в тому числі і християни. Ісус навіть проповідував у громадських лазнях у Єрусалимі.
Деякі історичні релігійні секти, як християнські, так і синкретичні, зробили нудизм загальною практикою. Ймовірно, найвідомішими з них були адаміти, хоча деякі їхні вірування суперечили ортодоксальному християнству. Віра в те, що неодягнене тіло є злим або гріховним після воскресіння, може походити від платонівського аскетизму (основного в основному на працях давньогрецького філософа Платона), який був прийнятий і переданий «християнськими» платоніками в ранній церковній історії. Платонізм — це дуалістична теологія, яка пропонує сферу форм, що включає, з одного боку, «чисті ідеї», які є добрими; і, з іншого боку, «матерія», яка є злом. таким чином, у людей душа обов'язково добра, а тіло — зле. Тому, згідно з цією філософією, наші «злі» тіла мають бути прикриті одягом. Християни-натуристи відкидають такі поняття як небіблійні.

### Сучасність
У Сполучених Штатах рух християнського натуризму (який був першим рухом натуризму будь-якого роду в США) розпочався наприкінці 1920-х років. Це сталося майже в той самий час, що й початок Великої депресії під керівництвом голландського міністра-реформатора Нью-Джерсі Ілслі Буна. Спочатку він був віце-президентом Американської ліги фізичної культури. До жовтня 1931 року Бун став президентом і перейменував клуб на «Американську асоціацію сонячних ванн» (American Sunbathing Association — ASA). Незабаром натуризм почав поширюватися по всій країні.
З початком сучасного Інтернету в середині 1990-х християнський натуризм став набагато організованішим у США, ніж будь-коли раніше. Сайт Naturist-Christians.org, заснований у 1999 році, є найбільшим сайтом, присвяченим виключно християнському натуризму. Щорічні християнські збори нудистів почалися на початку десятиліття 2000-х років.

#### Ватикан
У Римі на початку 1930-х років Папа Пій XI рішуче засудив рух натуризму, назвавши його «по-язичницьки нескромним». Це спонукало голову Нью-Йоркського легіону порядності, колишнього католицького губернатора Нью-Йорка та кандидата в президенти Альфреда Сміта спробувати заборонити будь-який нудизм. Нещодавнє рішення суду оголосило приватну соціальну оголеність законною відповідно до чинного законодавства. Зрештою їхні спроби провалилися в законодавчих зборах штату. Після смерті Буна наприкінці 1960-х ASA стала більш світською, як і американське суспільство в цілому. У 1994 році ASA було перейменовано на Американську асоціацію оголеного відпочинку (American Association for Nude Recreation — AANR), штаб-квартира якої знаходиться у Флориді.
Папа Іоанн Павло ІІ розпочав своє папство в 1978 році, ставши першим неіталійцем Папою за чотири з половиною століття. Його погляди на натуризм суттєво відрізнялися від поглядів його попередників. Автор книги «Любов і відповідальність» (1981), він писав: «Нагота сама по собі не є нескромною. […] Нескромність присутня лише тоді, коли нагота відіграє негативну роль щодо цінності людини, коли її метою є збудити пожадливість, у результаті чого особа стає об'єктом для насолоди».

### Нагота та історичні християнські секти
- Адаміти — секта в Північній Африці в II—IV століттях, яка вважала, що вони «відновлюють невинність Адама і Єви».
- Наактлупери («голі ходоки») — група з 11 анабаптистів в Амстердамі, які 11 лютого 1535 р. роздяглися й бігали голі вулицями, проголошуючи «голу правду». Згодом їх стратили.[18]

## Уривки з Біблії, що містять наготу

### Райський сад
Християни-натуристи розглядають історію Едемського саду як модель для своїх вірувань. Це також основний уривок зі Святого Письма, де його тлумачення не узгоджується з деномінаціями, де обов'язковий одяг. Коли Адам і Єва були створені Богом і поміщені в сад як пара, вони обоє були голі і «не відчували сорому» (Буття 2:25). Хоча в сучасній мові слово «голий» часто означає сором або непристойність, коли в 1611 році була випущена версія короля Якова (King James Version — KJV), naked (германського походження) і nude (латинського походження) були термінами-синонімами. KJV використовує слов naked 47 разів у 45 віршах по всій Біблії, тоді як nude не з'являється жодного разу. Жоден основний англійський переклад Біблії також не використовує nude в Бутті 2:25.
Християни-натуристи бачать, що Адам і Єва перебувають у бездоганному стані, яким їх задумав Бог. Бог знав, що вони були голі, тому що такими він створив їх, на свій образ. Ще до створення Єви Бог попередив Адама: «Але ти не їж із дерева пізнання добра і зла, бо коли ти з'їси з нього, то напевно помреш» (Буття 2:17). Незважаючи на Боже попередження, спочатку Єва, а потім Адам їдять заборонений плід після того, як їх переконав диявол у вигляді змія. Зробивши це, вони усвідомлюють, що вони голі, і зшивають разом фігове листя як покриття в марній спробі приховати свою втрату невинності.
Незабаром після цього Адам і Єва чують, як Бог гуляє в саду, в результаті чого вони в страху ховаються серед дерев. Бог запитує Адама: «Де ти?» Незважаючи на фігове листя, Адам відповідає, що боїться через свою наготу. Далі Бог запитує Адама: «Хто сказав тобі, що ти голий?» Тільки Бог, Адам, Єва і диявол були учасниками цієї справи; тому християнські натуристи вважають, що це диявол сказав Адаму та Єві, що вони голі. Їхній сором не був від Бога; і фігове листя не прикриє цю ганьбу, незважаючи на те, що їхні статеві органи закриті. Бог був незадоволений не лише їхнім непослухом з'їсти заборонений плід, але й подальшою спробою Адама та Єви прикрити свої тіла.
Християни-натуристи стверджують, що фігове листя носили в марній спробі приховати те, що пара зробила від Бога, а не одне від одного, зазначаючи, що вони були одружені та однаково винні в тому самому первородному гріху. Другим гріхом було прикривати частини тіла. Диявол обрав статеві органи як область сорому, тому що, на відміну від Бога, він не має можливості створювати життя. Оскільки наступний розділ починається з того, що Адам і Єва вступають у відповідні подружні сексуальні стосунки, вони приходять до висновку, що після гріхопадіння людства пара могла бачити одне одного оголеними.
Після гріхопадіння Бог вигнав Адама і Єву з Едемського саду. Він також зробив більш міцний і захисний одяг зі шкір тварин, щоб замінити фігове листя, перш ніж відправити їх серед терня.

### Інше писання
Є й інші посилання на наготу в Біблії, наприклад:
- 1 Самуїла 19:24: «Він (Саул) зняв свій одяг і також пророкував у присутності Самуїла. Він лежав так цілий день і ніч. Ось чому люди кажуть: „Чи Саул теж серед пророків?“»[30]
- 2 Самуїла 11: З даху свого палацу цар Давид побачив Вірсавію — заміжню жінку — яка купалася. Пізніше Давид вчинив перелюб з Вірсавією, запліднив її та влаштував так, щоб її чоловік Урія загинув у битві.[31]
- Ісая 20:2–4: «Господь сказав Ісаї: „Здійми верету з тіла свого і сандалі з ніг своїх. І він так і зробив, ходив роздягнений і босий“. Тоді Господь сказав: „Як слуга Мій Ісая три роки ходив голий і босий, на знак і знамення проти Єгипту та Куша, так і цар Ассирії поведе голих і босих єгипетських полонених і кушитських вигнанців, молодих і старий, з оголеними сідницями — на ганьбу Єгипту“».[32]
- Михей 1:8а: (Михей говорить:) «Через це [гріх Якова] я буду плакати та голосити, я ходитиму босий і голий».[33]
- Матвій 6:25 і Лука 12:22–23: «Тоді Ісус сказав своїм учням: Тому кажу вам: Не журіться про своє життя, що будете їсти чи пити, ні про своє тіло, у що зодягнетеся. Хіба життя не важливіше їжі, а тіло важливіше одягу?»[34]
- Марка 14:51–52: «Один юнак, одягнений лише в лляну одежу, йшов за Ісусом. Коли вони схопили його, він утік голий, залишивши свою одежу».[35]
- Івана 19:23–24: «Коли воїни розіп'яли Ісуса, вони взяли Його одяг, […] „Не будемо рвати [нижню білизну]“, — сказали вони один одному. „Давайте вирішимо жеребом, кому це дістанеться“».[36]
- 2 Коринтян 5:1–4: «Бо знаємо, що коли зруйнується земний намет, у якому живемо, то маємо будівлю від Бога, вічний дім на небі, не збудований людськими руками. А ми стогнемо, бажаючи зодягнутися в небесну оселю, бо коли зодягнемося, то не знайдемось нагими. Бо, перебуваючи в цьому наметі, ми стогнемо й обтяжені, бо не хочемо бути роздягненими, але зодягнутися в небесну оселю, щоб тлінне поглинуло життя».[37]

Хоча жодна велика християнська група не визнає Євангеліє від Фоми як канонічне чи авторитетне (його переклад був недоступний до ХХ століття), воно стосується такої розмови між Ісусом і його учнями:
Його учні запитали: "Коли ж Ти нам об'явишся і коли ми побачимо Тебе?". Ісус відповів: "Коли ви, не соромлячись, роздягнетесь і візьмете одежу свою, і покладете її під ноги свої, як діти, і будете ходити по ній, тоді побачите Сина Живого, і не злякаєтесь".

### Голий Христос

#### Народження
Історія народження Ісуса описана в Євангеліях від Матвія і Луки. Християнська доктрина втілення стверджує, що друга особа Трійці «стала тілом» будучи зачатою в утробі Марії, і прийшла в світ голою як і кожна інша людина.

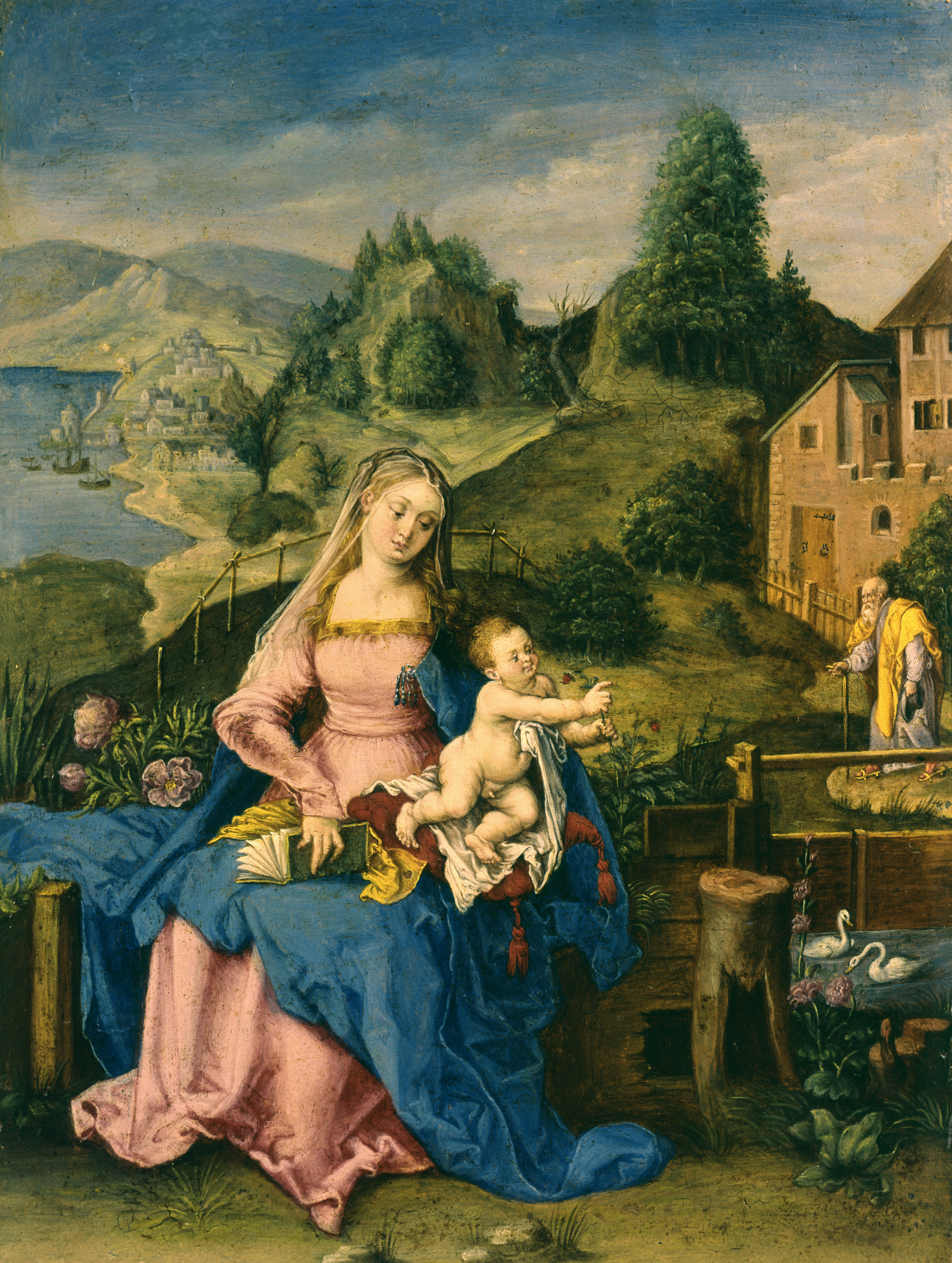
Богородиця з немовлям у пейзажі анонімного художника
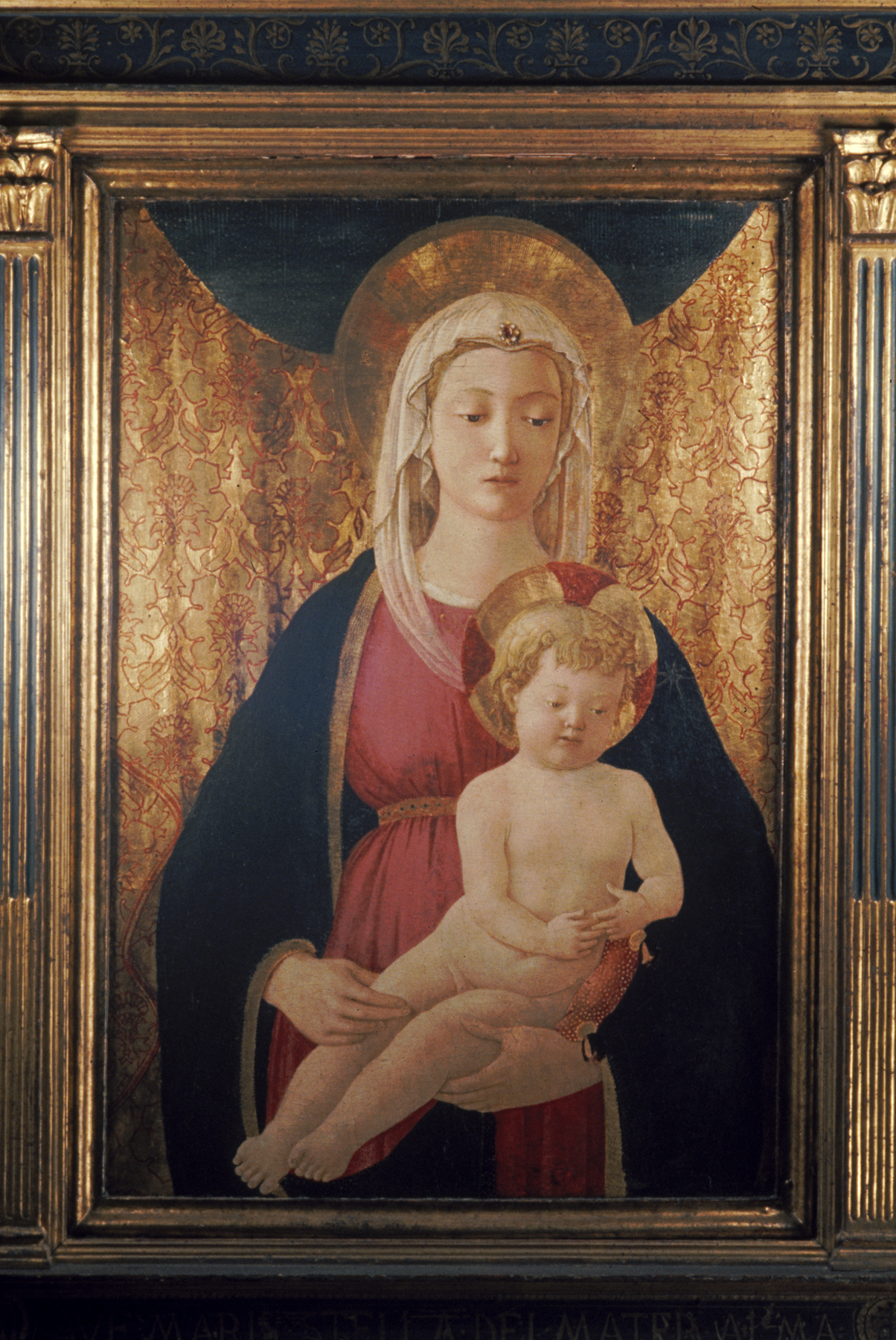
Мадонна з немовлям від майстра Різдва Кастелло
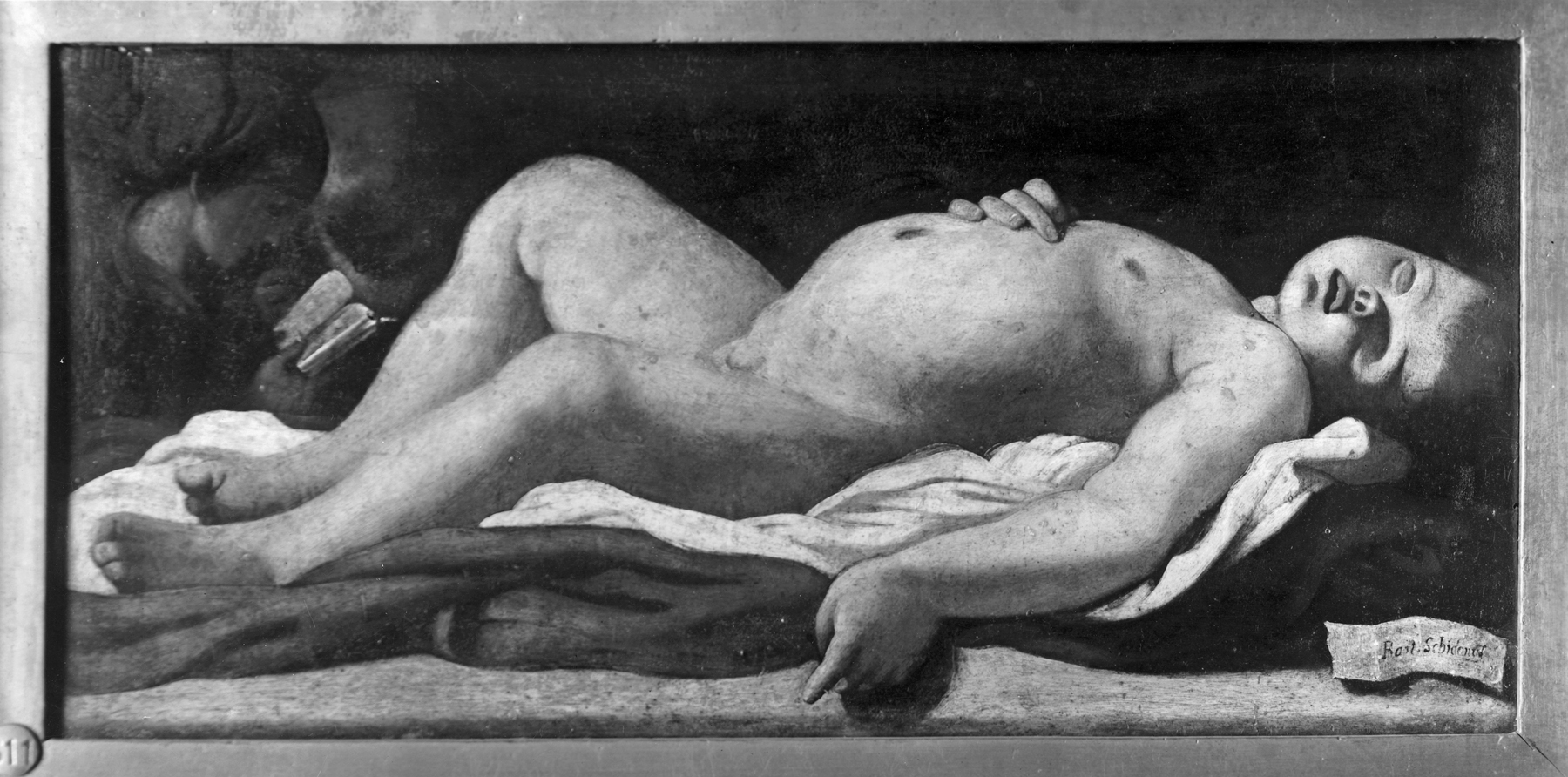
Бартоломео Скедоні «Спляче немовля Христос».

#### Хрещення
Ісус був хрещений Іваном Хрестителем у річці Йордан. Ісус майже напевно був голим під час хрещення. Ранньохристиянська літургія хрещення вимагала від хрещених бути повністю оголеними.

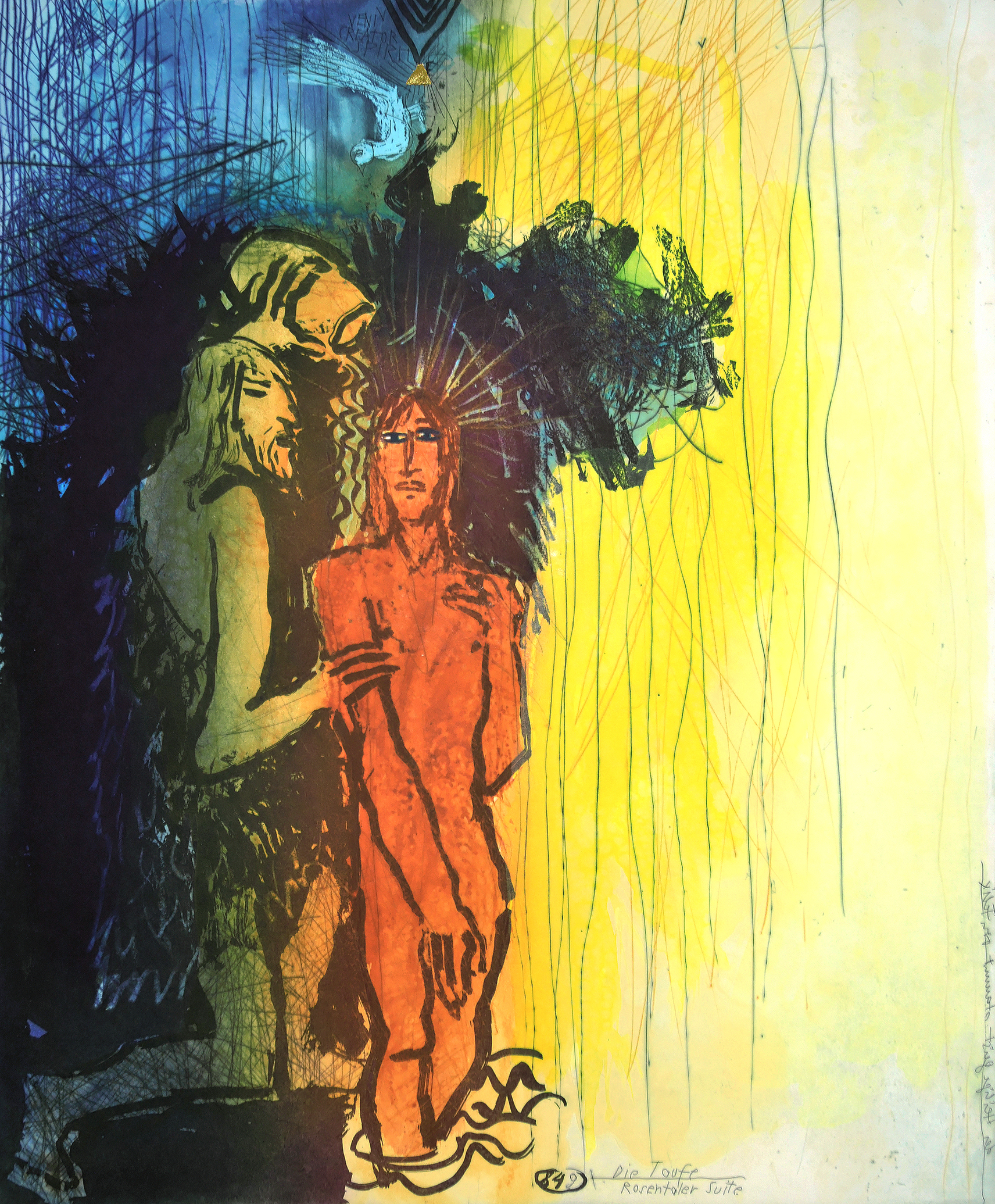
від Аді Гольцер
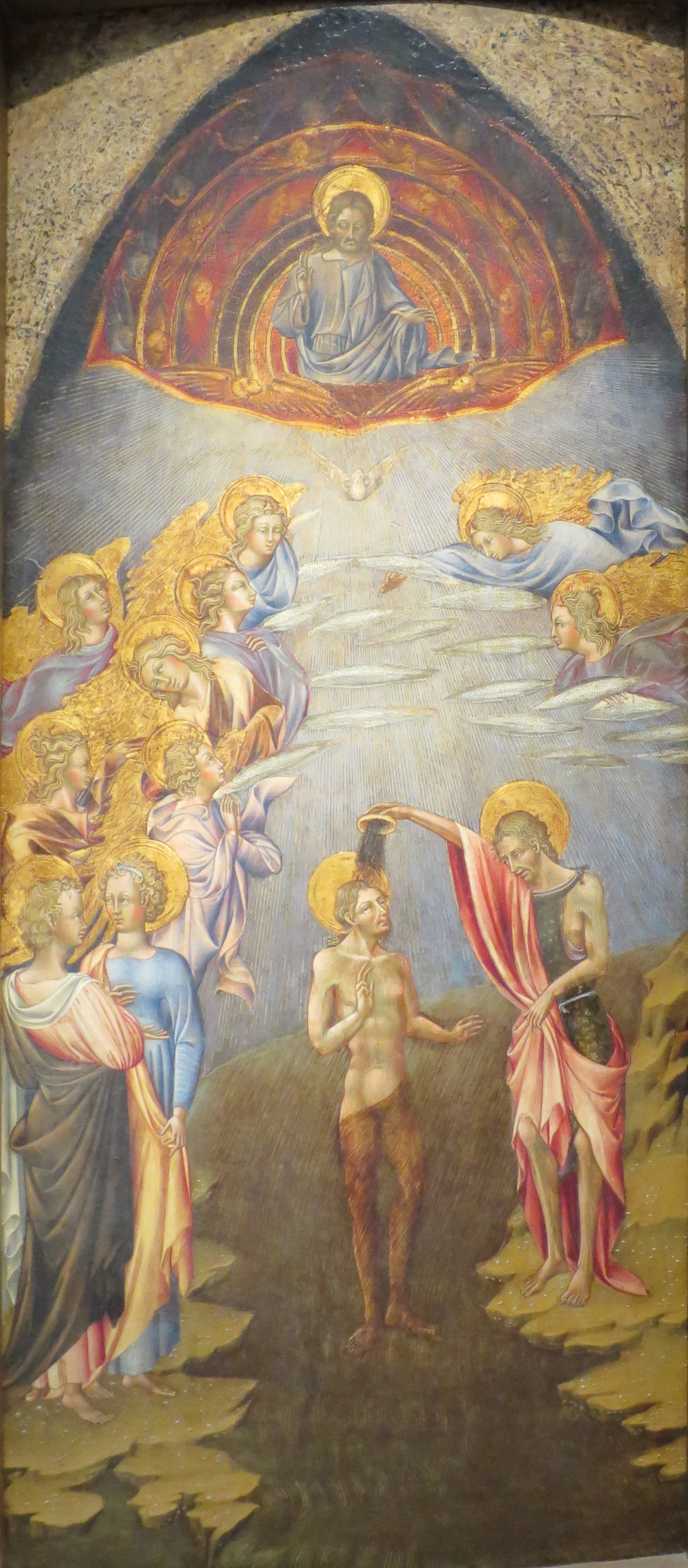
Джованні ді Паоло
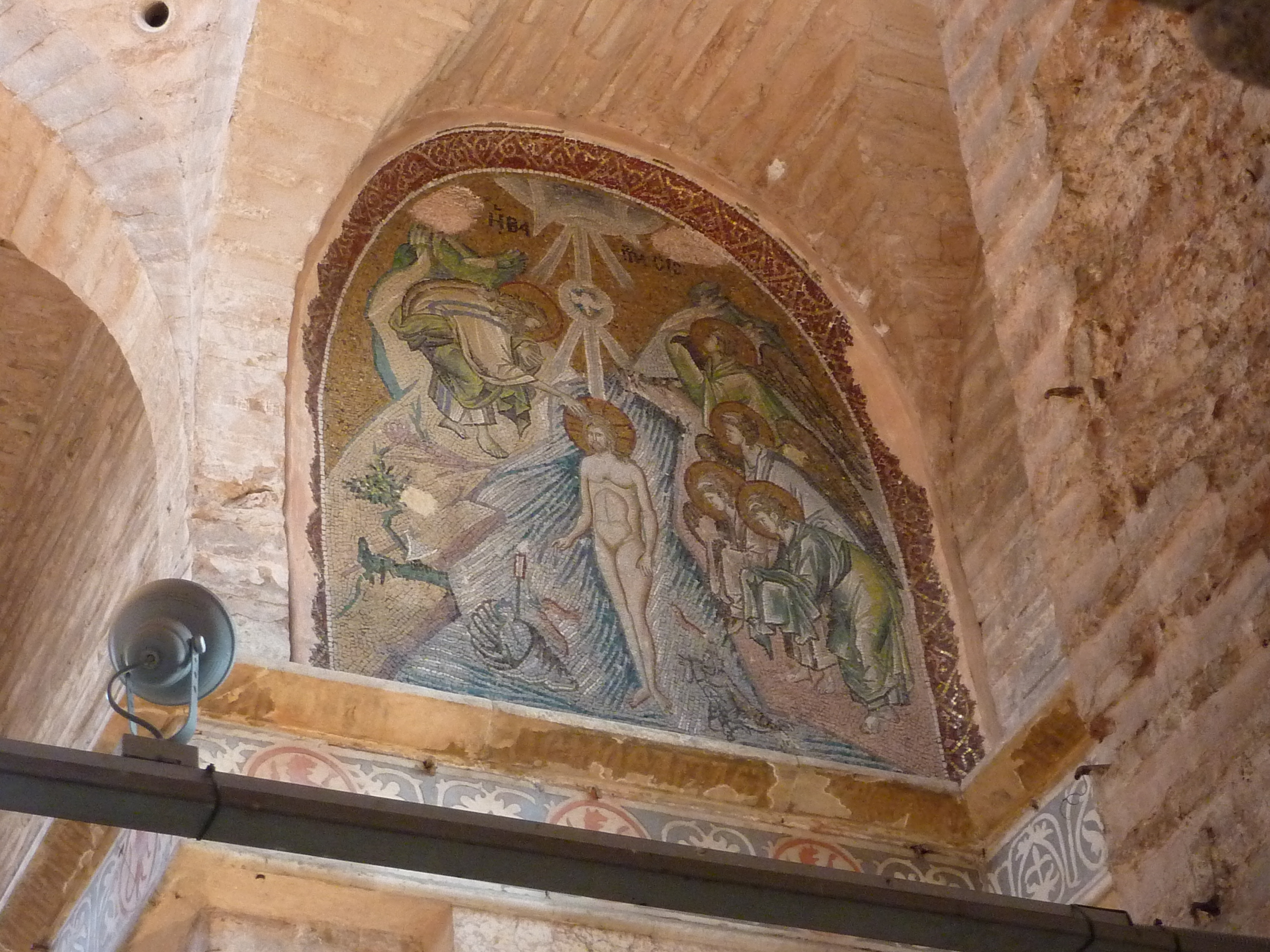
в церкві Паммакарістос
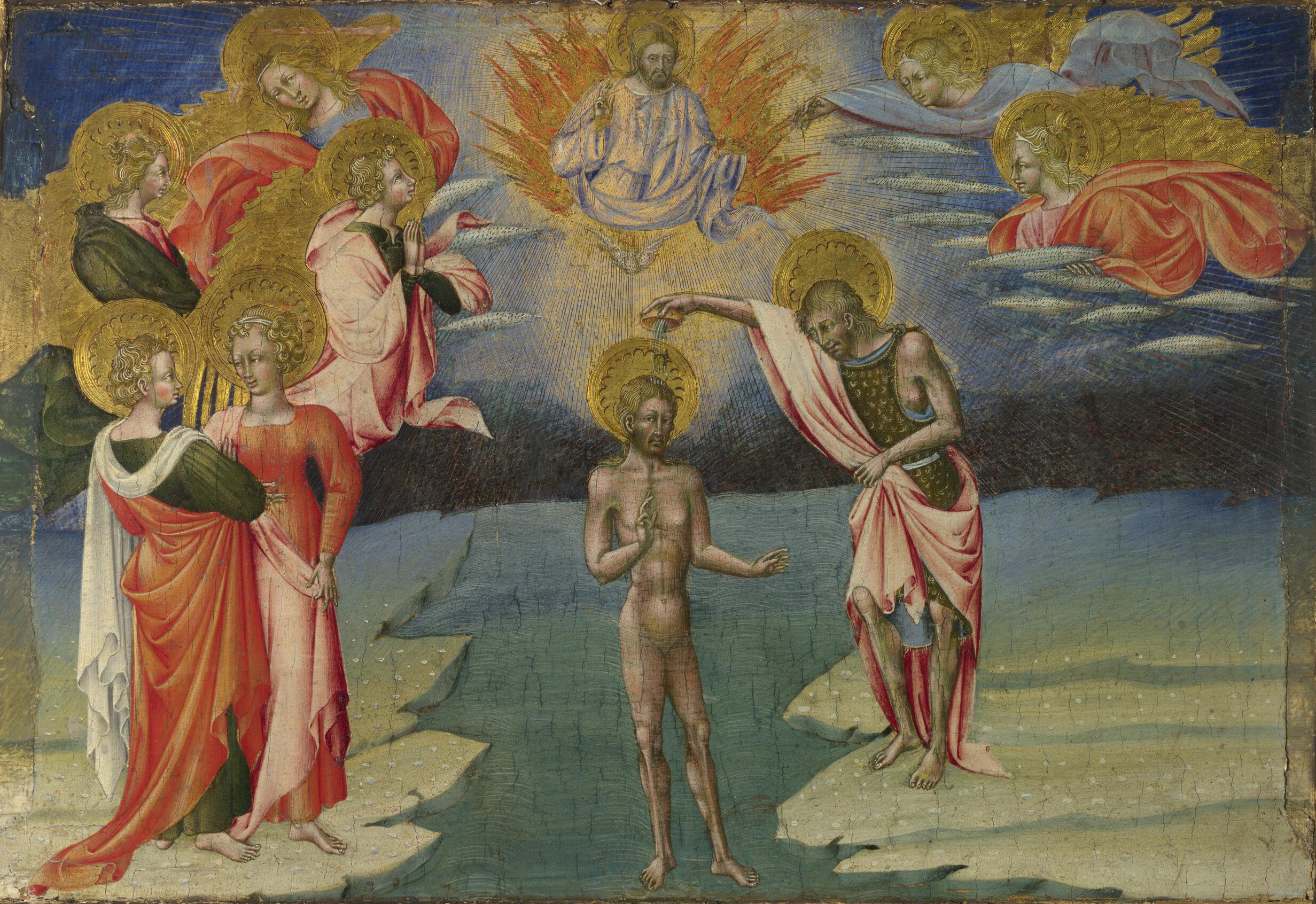
Джованні ді Паоло
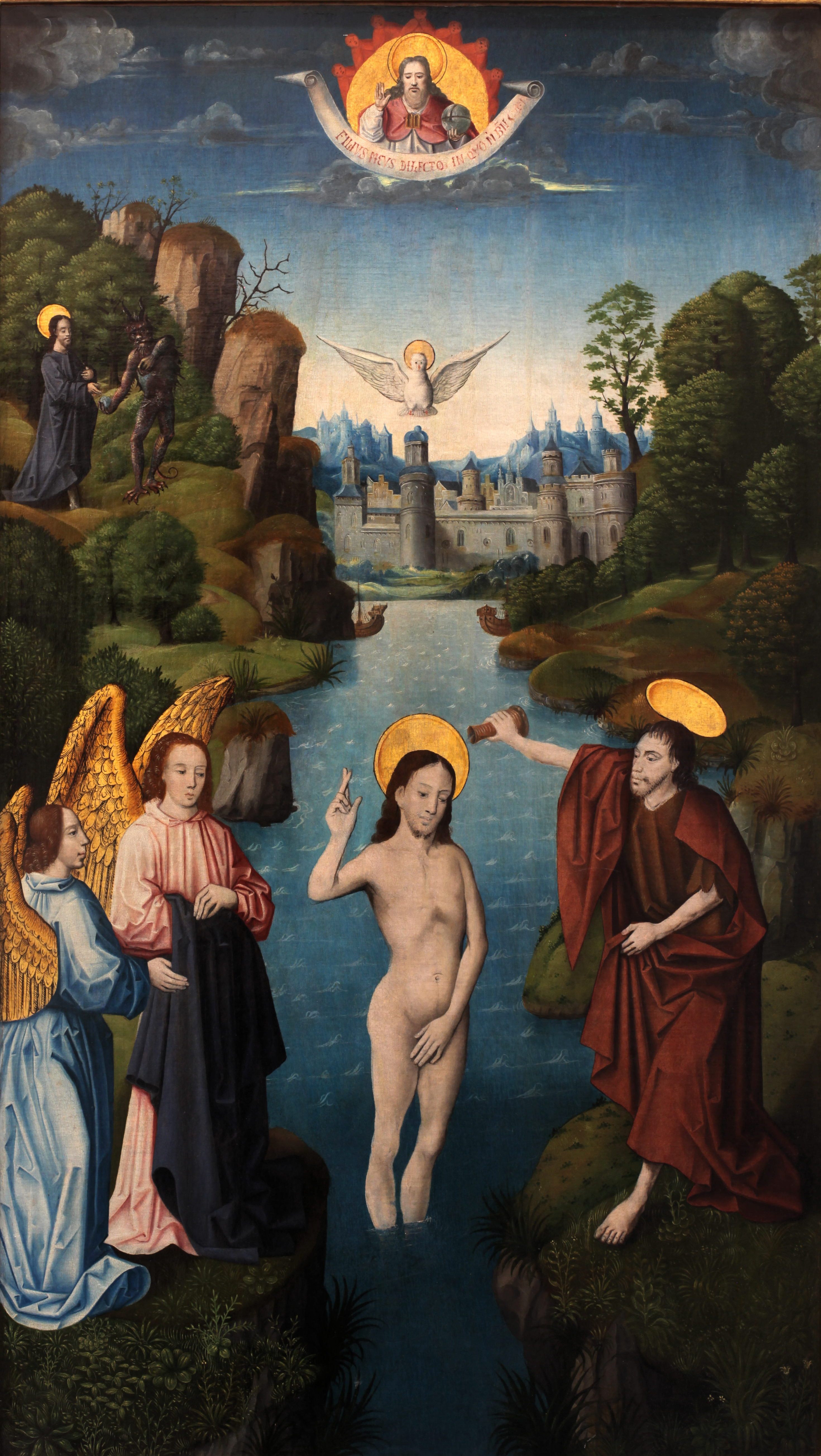
в Музеї образотворчих мистецтв Ліона
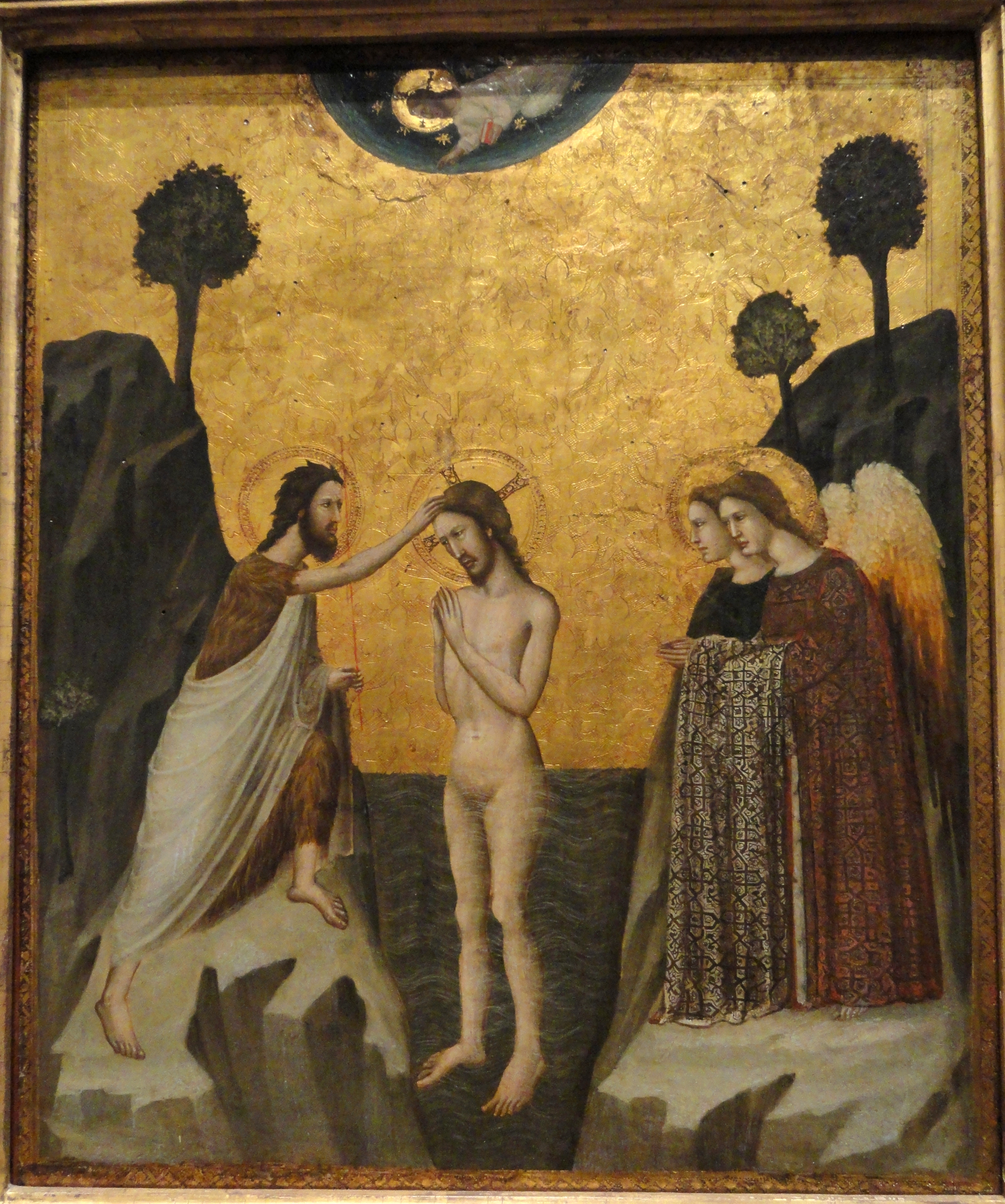
у Національній галереї мистецтв, Вашингтон, округ Колумбія

#### Розп'яття
Ісуса розіп'яли після того, як кати зняли з нього одяг.

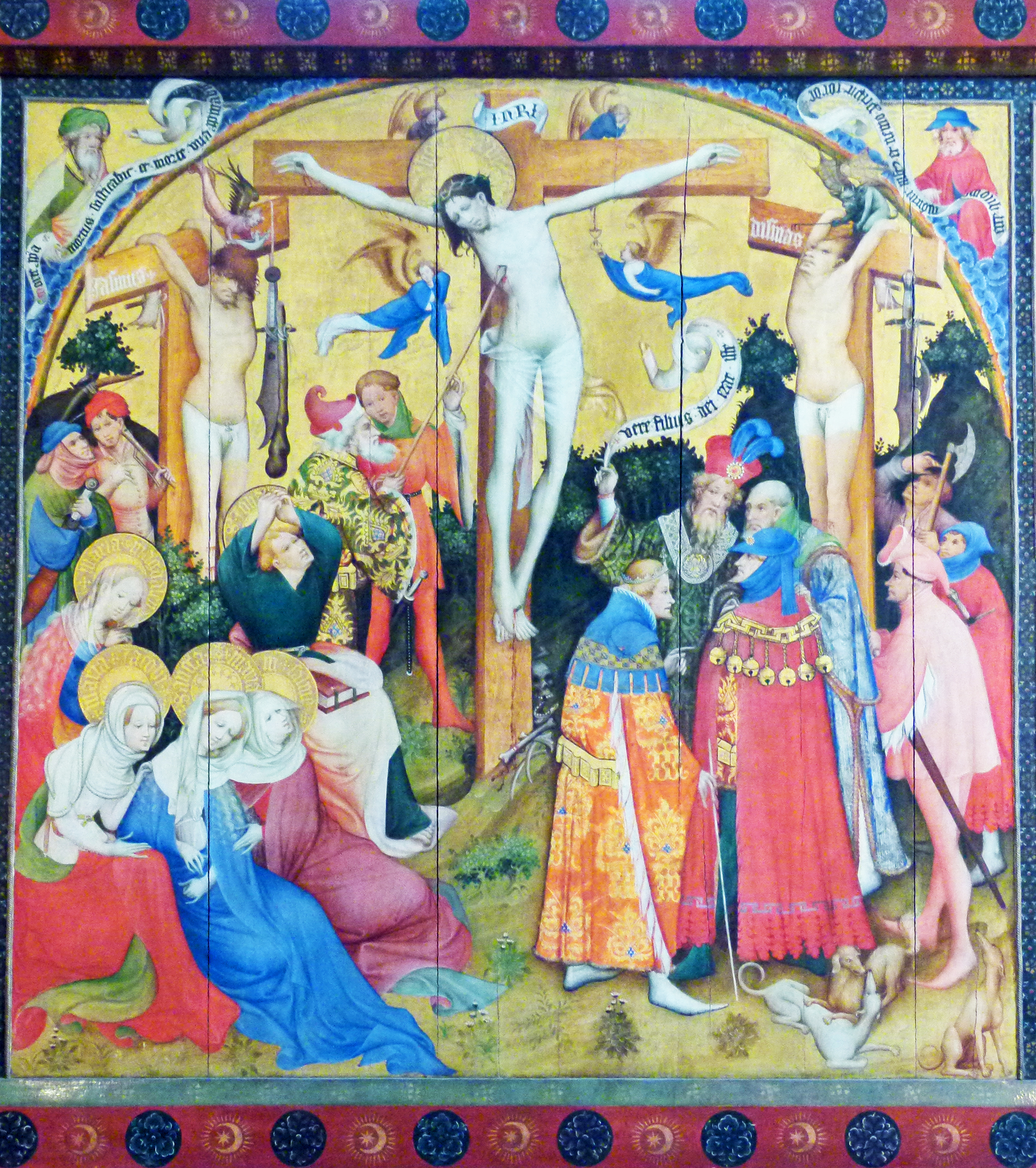
Конрад фон Зост
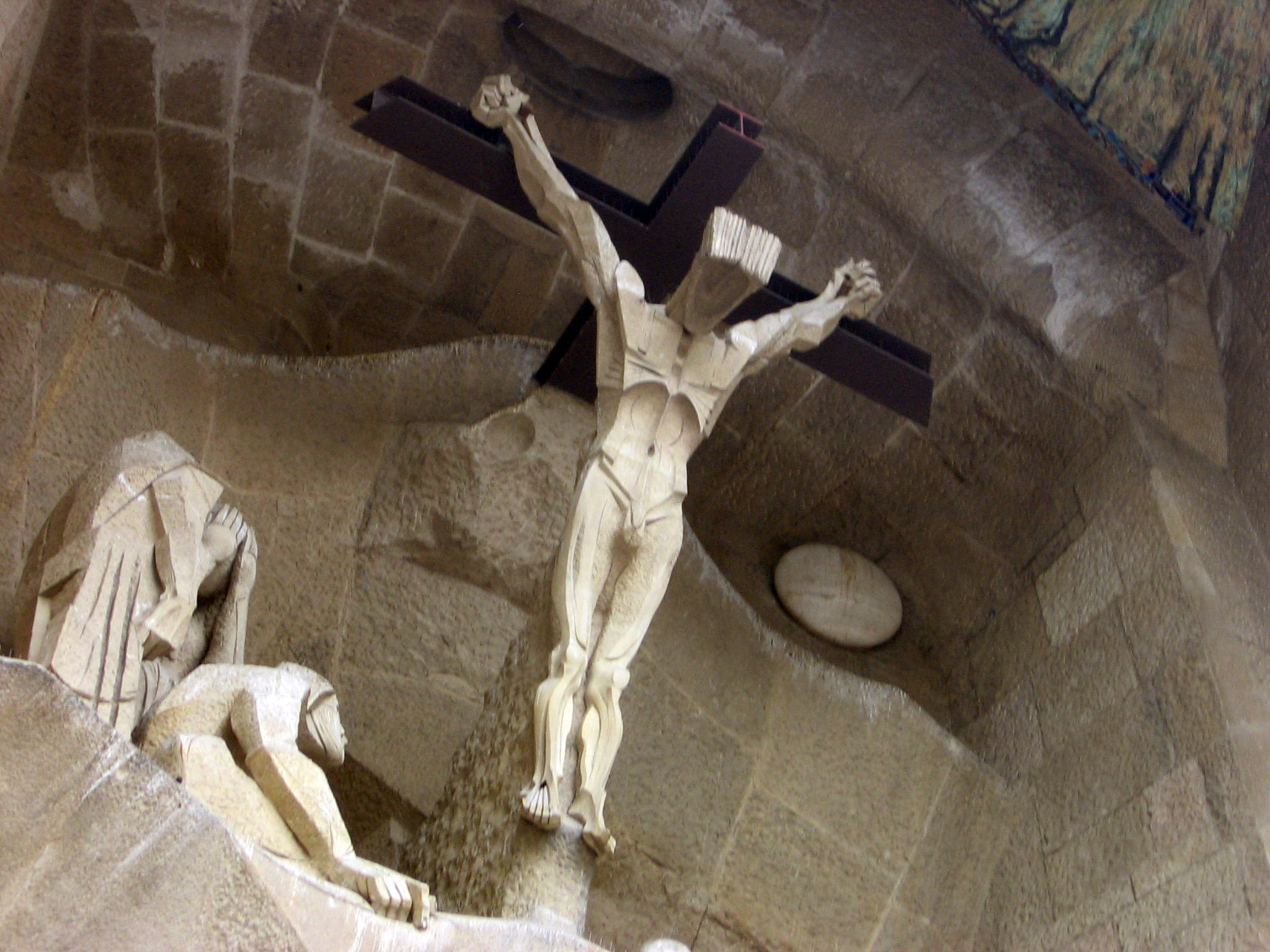
в Саграда Фамілія
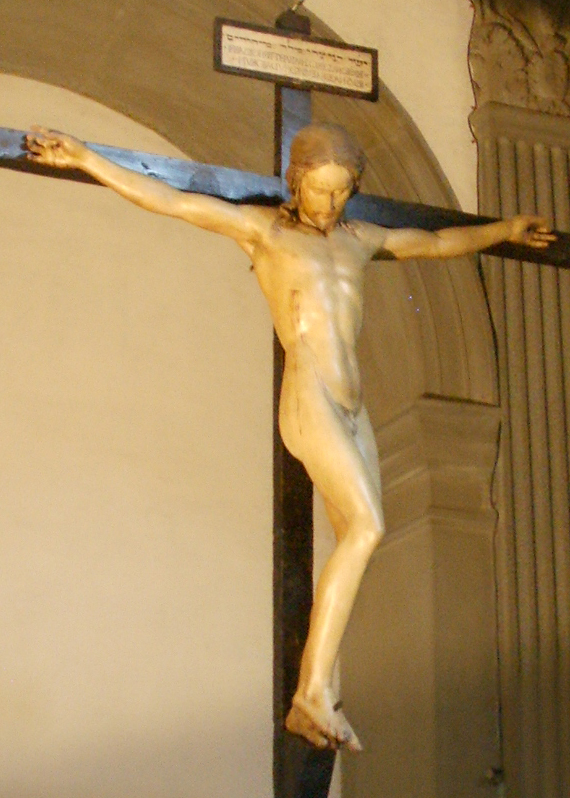
Розп'яття Мікеланджело в Санто-Спіріто, Флоренція

#### Воскресіння
У синоптичних Євангеліях жінки, які прийшли до гробниці, щоб помазати тіло Ісуса, знайшли лише ангела або юнака або двох чоловіків; усі були одягнені в білий або сліпучий одяг. У Євангелії від Івана сказано, що гробний одяг Ісуса був залишений у гробниці; є також два ангели в білому, на відміну від синоптичних Євангелій також присутній Ісус; однак не згадується, що Ісус був одягнений у сліпучу білу одежу, і Марія Магдалина помилково сприймає Ісуса як садівника. Knights, 1999 і Neal, 2012 вважають ймовірним, що після свого воскресіння Ісус вийшов із гробниці голим.

## Натуристське християнське поклоніння

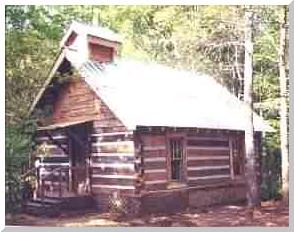
Каплиця в колишньому черокі-лоджі

У США кілька натуристських курортів мають каплиці (постійні чи тимчасові) на своїй території з метою надання богослужінь:
- Село Кедрові Води, Ноттінгем, Нью-Гемпшир (відкритий лише в літні місяці);
- Братство «Прийди як ти є», курорт Де Анза Спрінгз, Джакумба, Каліфорнія;
- Церква Райського саду, курорт озера Комо, Лутц, Флорида;[53]
- Нудистський курорт Глен Іден, Корона, Каліфорнія (лише Великдень);[54]
- Оуклейк Трейлз, Деп'ю, Оклахома (відкритий лише в літні місяці);
- Рок Гейвен Лодж, Мерфрісборо, Теннессі (відкритий з середини березня до початку жовтня); і
- Курорт Білий Хвіст,[55] Айвор, Вірджинія.

У натуристському селі Геліополіс на острові Іль-дю-Леван у Франції є каплиця для християнського богослужіння, але католицькі служби проводяться не в оголеному вигляді.

## Натуристський християнський кемпінг
Хоча насправді це не позиція Релігійного товариства друзів (або квакерів), натуризм певний час був прийнятою нормою в одному з їхніх таборів для дітей і підлітків. Табори почали працювати в 1939 році, а десь у 1950-х роках натуризм серед студентів став нормою для таких видів діяльності, як плавання, сауна та інші відповідні види діяльності. Від цієї практики відмовилися в середині 2000-х через занепокоєння щодо підтримки безпечного та комфортного середовища для кемперів.
Засновник таборів квакерів (табори на фермі та у пустелі у Вермонті) написав у своїй книзі під назвою «Як іскри летять угору»:
Вивчення порівняльних культур призводить до підозри, що, можливо, наша культура помиляється в цьому відношенні; що зло, яке помилково приписується нудизму, насправді є злом у нашій власній свідомості. Вона відрізала нас від корисної для здоров'я, здорової і радісної практики, в якій діти процвітають, а дорослі можуть знайти чесність і прямолінійність, і навіть духовну впевненість і силу, яких нам зараз дуже бракує. Як ми можемо переконатися в дивовижності цього "витвору", яким є людина, якщо через фетиш приховування тіла ми заперечуємо і руйнуємо частину її здоров'я і більшу частину її богоподібної краси?

## Критика
Безумовно, найпоширенішим біблійним аргументом проти християнського натуризму є те, що якби Бог схвалював, щоб люди були оголеними, він би не одягав Адама та Єву після того, як вони згрішили, таким чином нагадуючи людині, що ми насправді згрішили.
Контраргумент полягає в тому, що Адам і Єва вже вдягнулися в гріх, і Бог просто замінив фігове листя шкурами тварин, даруючи їм свободу волі.
Через культурні тенденції ототожнювати оголеність із сексом багато християнських конфесій і груп не підтримують натуризм і нудизм. Такі групи можуть вважати, що спокуса хтивості надто складна. Християни-натуристи заперечують, що уявлення про те, що християни не можуть уникнути хтивості там, де присутня несексуальна нагота, не має ніякого біблійного підґрунтя. Крім того, вони вірять, що Бог дав людству силу уникати гріха.
Християнських натуристів критикували за те, що вони оголені серед нехристиян (у тому сенсі, що між християнами та невіруючими відбувається певний контакт), враховуючи те, що вони можуть не мати стримувань проти хтивості та інших плотських гріхів. 
У 1 Тимофія 2:9 автор закликав жінок у християнській церкві одягатися скромно, з «пристойністю та пристойністю». Критики стверджують, що апостол закликає їх взагалі одягатися на відміну від вірувань християнського натуризму. Християни-натуристи заперечують, що автор забороняв дивовижний та/або дорогий одяг (який також заборонений у християнському натуризмі), а не мав на увазі тих, хто вирішив не одягатися.
Інші критики, хоча вони можуть і не виступати проти натуризму як такого, стурбовані тим, що це перешкоджатиме свідченню, розділить подружжя, сприятиме таємниці, щоб запобігти збентеженню, відлученню від церкви тощо. У результаті деякі християни-натуристи ізольовані від інших християн та їхніх церков. У своїх зусиллях знайти стипендію багато хто створив місцеві стипендії, тоді як інші все ще приймаються своїми церковними групами, навіть якщо вони відомі як натуристи.
У травні 2002 року пастора в південній Каліфорнії було звільнено через його християнські натуристські переконання. Церква була пов'язана з Братством Грейс Госпел і Біблійним коледжем Грейс.

### Цитування
1. ↑  Матвій Є. εὐαγγέλιον κατὰ Μαθθαῖον
2. ↑  The Holy Bible, Santa Biblia, Biblia, Bíblia Sagrada, Света Библија, Bibbia, La Bible, la Biblio, Biblija, Αγία Γραφή, Βίβλος, الكتاب المقدس
3. ↑  Bois, 1916.
4. ↑  Harden, 2000.
5. ↑  Horrocks, 2011, с. 42.
6. ↑  Hirning, 2013, с. 276.
7. ↑  Dean Inge and The Nudists. Gloucestershire Echo. 17 листопада 1932. с. 1 col E. Процитовано 2 травня 2016 — через British Newspaper Archive.
8. ↑  Easton, Burton Scott. The Apostolic Tradition of Hippolytus, translated by Burton Scott Easton—a Project Gutenberg eBook. www.gutenberg.org (англ.). Процитовано 9 вересня 2023.
9. ↑  The Jewish Background of Christian Baptism. Bebaptized.org. Архів оригіналу за 27 вересня 2011. Процитовано 28 вересня 2011. [Архівовано 2011-09-27 у Wayback Machine.]
10. ↑  John 5:1–7
11. ↑  Schwegler, 1868, с. 182—184.
12. ↑  Mussell, 2010.
13. 1 2  Time, 1935.
14. ↑  The History Of Nudism - AANR. aanr.com. Архів оригіналу за 9 грудня 2021. Процитовано 9 грудня 2021.
15. ↑  Pope John Paul II dies in Vatican. BBC News. 3 квітня 2005. Архів оригіналу за 15 лютого 2009. Процитовано 28 вересня 2011.
16. ↑  Pope John Paul II, 1996.
17. ↑  Catholic Activity: St. John Paul II on Modesty. catholicculture.org. Архів оригіналу за 12 вересня 2015. Процитовано 9 грудня 2021.
18. ↑  Controversy. Comm.unt.edu. Архів оригіналу за 2 липня 2010. Процитовано 26 липня 2010.
19. ↑  Genesis 2:25NIV
20. ↑  Definition of NAKED. 12 червня 2023.
21. ↑  Definition of NUDE. 13 червня 2023.
22. ↑  Naked. www.biblegateway.com.
23. ↑  Nude. www.biblegateway.com.
24. ↑  Genesis 2:17NIV
25. ↑  Genesis 3:1–6
26. ↑  Genesis 2:22.
27. ↑  Genesis 4:1
28. ↑  Genesis 3:21–23
29. 1 2  Robinson, 2007.
30. ↑  1 Samuel 19:24NIV
31. ↑  2 Samuel 11
32. ↑  [[|Isaiah]] 20:2–4NIV
33. ↑  [[|Micah]] 1:8aNIV
34. ↑  Matthew 6:25NIV, Luke 12:22–23NIV
35. ↑  Mark 14:51–52NIV
36. ↑  John 19:23–24NIV
37. ↑  [[|2 Corinthians]] 5:1–4NIV
38. ↑  Gospel of Thomas Saying 37. Early Christian Writings. Архів оригіналу за 23 вересня 2016. Процитовано 2 листопада 2016.
39. ↑  Matthew 2:1
40. ↑  Luke 2:6
41. ↑  John 1:14KJV
42. ↑  [[|Job]] 1:21KJV
43. ↑  Matthew 3:13–17
44. ↑  Mark 1:9–11
45. ↑  Luke 3:21
46. ↑  Hippolytus (2013). Henry Chadwick (ред.). The Treatise on the Apostolic Tradition of St Hippolytus of Rome Bishop and Martyr. Routledge. с. 33. ISBN 978-1-136-10146-5.
47. ↑  Matthew 27:35
48. ↑  Matthew 28:2
49. ↑  Mark 16:5
50. ↑  Luke 24:5
51. ↑  John 20:6–7
52. ↑  John 20:12
53. ↑  About Garden Of Eden Church. www.gardenofedenchurch.org.
54. ↑  http://gallery.mailchimp.com/07d2ab52891f0b62197e82369/files/mailchimp.124.pdf p.3
55. ↑  White Tail Resort. whitetailresort.org (амер.). Процитовано 7 листопада 2018.
56. ↑  Heliopolis. Архів оригіналу за 26 серпня 2014. [Архівовано 2014-08-26 у Wayback Machine.]
57. ↑  Frequently Asked Questions about nudity. Catholicdoors.com. Процитовано 28 вересня 2011.
58. ↑  [[|1 Corinthians]] 10:12
59. ↑  Naked for Christ? Christian Nudism. Themarriagebed.com. 1 січня 2006. Архів оригіналу за 29 вересня 2007. Процитовано 28 вересня 2011. [Архівовано 2007-09-29 у Wayback Machine.]
60. ↑  Nudism - Christian nudism, nudism & religion. Nudism.yaia.com. Архів оригіналу за 1 жовтня 2011. Процитовано 28 вересня 2011.
61. ↑  Persecuted for Good Nudity. Архів оригіналу за 1 вересня 2006. Процитовано 4 червня 2007. [Архівовано 2006-09-01 у Wayback Machine.]

#### Книги
- Jensen, Robin M. (2011). Nudity in Early Christian Art. У Niang, Aliou Cisse; Osiek, Carolyn (ред.). Text, Image, and Christians in the Graeco-Roman World: A Festschrift in Honor of David Lee Balch. Wipf and Stock Publishers. ISBN 978-1-61097-524-7.
- Gorham, Karen; Leal, Dave (2000). Naturism and Christianity: Are They Compatible?. Grove Books. ISBN 978-1-85174-438-1.
- Horrocks, Bob (2011). Uncovering the Image. Lulu.com. ISBN 978-1-4717-0383-6.
- Shaw, Elton Raymond (1951). The Body Taboo: Its Origin, Effect, and Modern Denial. Sunshine Book Company.
- Lippy, Charles H. (1985). Bibliography of Religion in the South. Mercer University Press. ISBN 978-0-86554-161-0.
- Marshall, Robert (1993). Storm from the East: From Genghis Khan to Khubilai Khan. University of California Press. ISBN 978-0-563-36338-5.
- Schwegler, Albert (1868). Handbook of the History of Philosophy. Edmondston & Douglas.
- Livingstone, E. A.; Sparks, M. W. D.; Peacocke, R. W. (2013). The Concise Oxford Dictionary of the Christian Church. Oxford University Press. ISBN 978-0-19-965962-3.
- Hunt, Lynn; Martin, Thomas R.; Hsia, R. Po-chia; Rosenwein, Barbara H.; Bonnie G. Smith (2006). The Making of the West: Peoples and Cultures, A Concise History: Volume I: To 1740. Bedford/St. Martin's. ISBN 978-0-312-41593-8.
- Fitzgerald, Allan; Cavadini, John C. (1999). Augustine Through the Ages: An Encyclopedia. Wm. B. Eerdmans Publishing. ISBN 978-0-8028-3843-8.
- Hibbert, Christopher (2010). Queen Victoria: A Personal History. HarperCollins Publishers. ISBN 978-0-00-737201-0.
- Ariès, Philippe; Veyne, Paul; Duby, Georges (1992). A History of Private Life: From Pagan Rome to Byzantium. Harvard University Press. ISBN 978-0-674-39974-7.
- Pope John Paul II (1996). Love and Responsibility. Fount. ISBN 978-1-85310-786-3.
- Smith, Virginia (2007). Clean: A History of Personal Hygiene and Purity. Oxford University Press. ISBN 978-0-19-157993-6.
- Parker, Dan (2003). The Bathing Suit: Christian Liberty Or Secular Idolatry. Xulon Press. ISBN 978-1-59160-753-3.
- Russell, Thomas Arthur (2010). Comparative Christianity: A Student's Guide to a Religion and Its Diverse Traditions. Universal-Publishers. ISBN 978-1-59942-877-2.
- Webb, Kenneth (1973). As Sparks Fly Upward: The Rationale of the Farm and Wilderness Camps. Phoenix Pub. ISBN 978-0-914016-04-5.
- Blocher, Henri (1984). In the beginning: the opening chapters of Genesis. Inter-Varsity Press. ISBN 978-0-87784-325-2.
- Ziegler, Daniel D (2014). Naked Before God: A Look at Healing, Self-Discovery and Spiritual Growth Through Social Nudism. CreateSpace Independent Publishing Platform. ISBN 978-1497554375.
- Hirning, L. Clovis (2013). Clothing and Nudism. У Albert Ellis (ред.). The Encyclopædia of Sexual Behaviour. Albert Abarbanel. Elsevier. ISBN 978-1-4832-2510-4.

#### Журнальні статті
- Booth, Douglas (1997). Nudes in the sand and perverts in the dunes. Journal of Australian Studies. 21 (53): 170—182. doi:10.1080/14443059709387326. ISSN 1444-3058.
- Mussell, Gary L. (2010). A Brief History of Nudism and the Naturist Movement in America (PDF). Southern California Naturist Association. Процитовано 31 липня 2014.
- Moreland, Kim (30 січня 2012). Nudity and the Christian Worldview. colsoncenter.org. Архів оригіналу за 24 серпня 2014. Процитовано 21 серпня 2014.
- Furness, Jim (May 2001). Redeeming the Flesh. Thirdway. 24 (3): 23—26.
- Martin, Richard (1991). The Deceit of Dress: Utopian Visions and the Arguments against Clothing. Utopian Studies (4): 79—84. JSTOR 20718951.
- Bois, H. (1916). A Sociological View of Religion. International Review of Mission. 5 (3): 449—460. doi:10.1111/j.1758-6631.1916.tb00884.x. ISSN 0020-8582.
- Knights, C. (1999). Nudity, Clothing, and the Kingdom of God. The Expository Times. 110 (6): 177—178. doi:10.1177/001452469911000604. ISSN 0014-5246. S2CID 170296732.
- Rode, Susan L. (2000). A Christian perspective of contemporary nudity: Theological and ethical reflections on symbolic nakedness. doi:10.20381/ruor-7744. hdl:10393/9302.
- Smith, Jonathan Z. (Winter 1966). The Garments of Shame. History of Religions. 5 (2): 217—238. doi:10.1086/462523. JSTOR 1062112. S2CID 161638287.

#### Газетні статті
- Harden, Rachel (August 2000). Naturism and Christianity: Are They Compatible?. Church Times.
- Growing Threat of AIDS. Time. 12 серпня 1985. Процитовано 28 липня 2014.
- Bonthrone, P J (29 Jul 2000). Don't feel bad about nudity, vicar tells Christians. The Telegraph.

#### Веб-сайти
- Wijngaards, John. Naturism/nudism - may Catholics join?. The Body is Sacred. Процитовано 10 серпня 2016.
- On Christian Nudism. The Mad Parson. 23 липня 2014. Архів оригіналу за 24 лютого 2015. Процитовано 21 серпня 2014.

- Neal, Matthew (14 січня 2012). The Biblical Naturist: Squeamish Translating – Part 4 – Unclothed Servants. thebiblicalnaturist.blogspot.co.za. Архів оригіналу за 16 лютого 2016. Процитовано 8 лютого 2016.
- Melling, Dr Joseph (September 2010). A Brief History of Nakedness. Reviews in History. Процитовано 21 серпня 2014.
- Fruhwirth, Jesse (16 грудня 2009). Skinny-Dipper Crackdown. Salt Lake City Weekly. Процитовано 28 липня 2014.
- Tartakovsky, Margarita (2011). The History of Nude Psychotherapy. Psych Central. Архів оригіналу за 28 липня 2014. Процитовано 28 липня 2014.
- End of the Sexual Revolution. Time. 9 квітня 1984. Процитовано 28 липня 2014.
- Facing Up to Sex Abuse. Time. 12 листопада 1984. Процитовано 28 липня 2014.
- Weinstein, Adam (22 липня 2014). Naked and Unafraid: Baring Witness at a Christian Nudist Festival. Gawker. Архів оригіналу за 26 серпня 2014. Процитовано 21 серпня 2014.
- Swimming Class News Articles. Historic Archives - Nude Male Swimming. Архів оригіналу за 24 грудня 2014. Процитовано 28 липня 2014.
- Religion: Pope on Nudism. Time. 18 березня 1935. Процитовано 28 липня 2014.
- Robinson, B.A. (16 вересня 2007). Nudity as mentioned in the Bible. religioustolerance.org. Ontario Consultants on Religious Tolerance. Архів оригіналу за 18 травня 2014. Процитовано 24 серпня 2014.
- De Lotta, Dr. Del (24 травня 2004). Answers to Objections to Nudism / Naturism. Архів оригіналу за 1 квітня 2011. Процитовано 24 серпня 2014.
- Bowman, Jeffrey S. Good Nudity. jeffreybowman.com. Процитовано 24 серпня 2014.
- Rockel, Jeff (1996). The Bible, Society and Nudity: A study of social nudity from a Biblical and secular perspective. Архів оригіналу за 10 липня 2001. Процитовано 24 серпня 2014.